# Rajan Sankaran

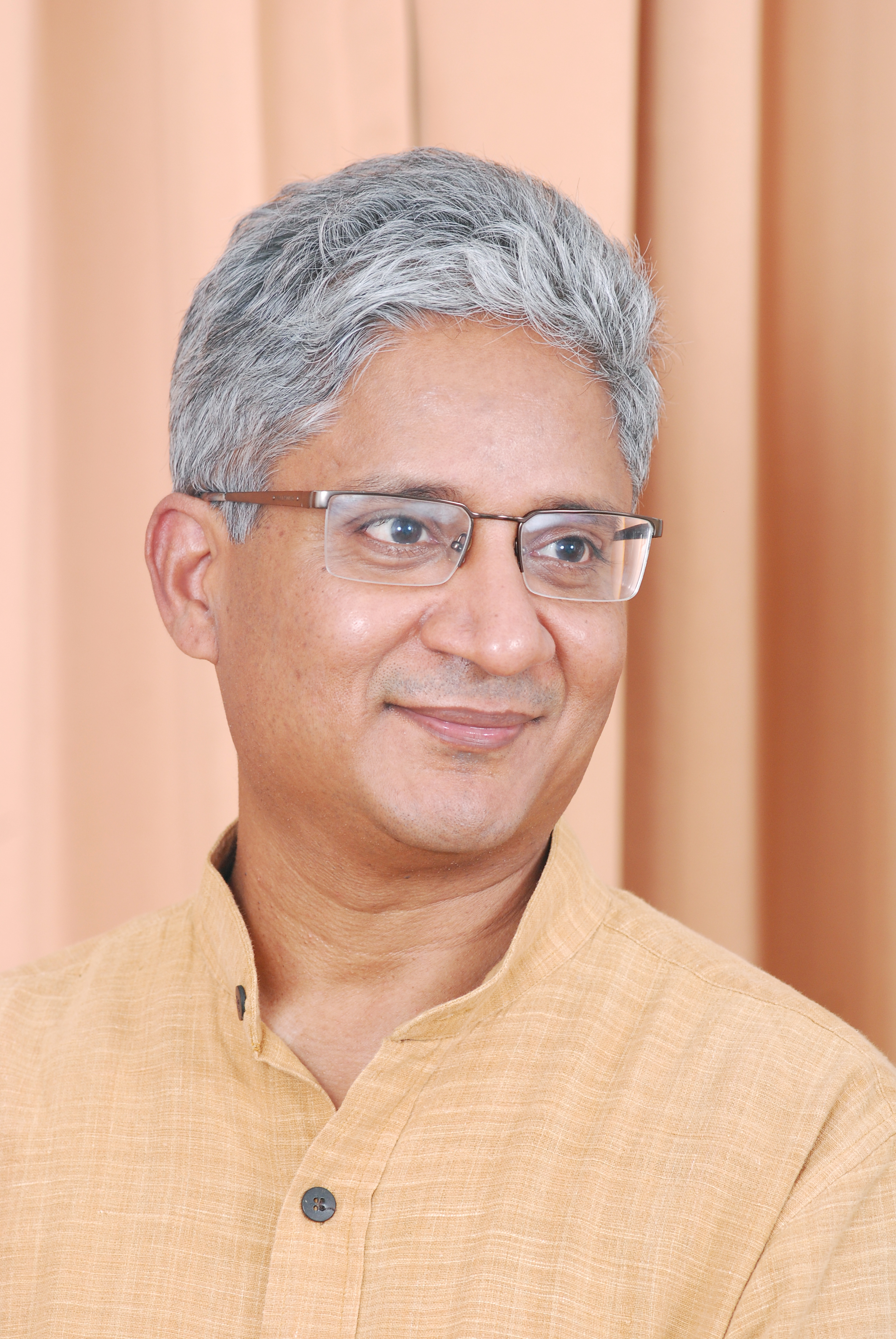
Rajan Sankaran

Rajan Sankaran (* 24. Mai 1960 in Mumbai, Maharashtra) ist ein indischer Homöopath.

## Biografie
Sankaran studierte Medizin mit Schwerpunkt Homöopathie am Bombay Homeopathic Medical College. Bereits sein Vater war homöopathischer Arzt in Mumbai. Er entwickelte eine Struktur für die Materia medica sowie ein IT-Programm zur Fall-Analyse. Er hält weltweit homöopathische Seminare und Vorlesungen und hat eine Reihe von Büchern zum Thema Homöopathie verfasst. Sankaran ist stellvertretender Chairman des Internationalen Rats für Klassische Homöopathie (International Council for Classical Homoeopathy) und Herausgeber der asiatischen Ausgabe der Zeitschrift Homoeopathic Links. Er begründete eine homöopathische Methode, die häufig nach ihm benannt wird: „neue Methode“ oder „Methode nach Sankaran“.

## Homöopathie nach Sankaran
In der Homöopathie ist eine umfassende Befragung (Anamnese) des Patienten üblich, in der die einzelnen Symptome eruiert und gewichtet werden. Es wird versucht, den Patienten als ganzen zu begreifen und die Störung in seinem Gleichgewicht zu korrigieren. Bei vielen Krankheiten aber stößt diese Anamnese schnell an ihre Grenzen. Insbesondere bei mentalen Probleme, wie Angstzuständen, Neurosen etc., ist es dem Patienten oft nur schwer möglich, konkrete Symptome zu benennen, so dass das Krankheitsbild unscharf bleibt.
Rajan Sankaran hat eine Methode entwickelt, bei der der Patient sein Leiden in Bildern, Metaphern auf der Gefühlsebene beschreibt. Dazu gehört auch die Beschreibung seines Empfindens, seiner Träume, der Wahrnehmung seiner Umwelt. Auf diese Weise soll ein Bild des Patienten gewonnen werden, das ein Muster in seinem Leben deutlich macht. Dieses Muster könne gestört sein oder es könne als Muster den Patienten behindern oder krank machen. Indem dieses Muster in der Behandlung adressiert wird, werde der Patient als Ganzes besser behandelt als bei der Konzentration auf Symptome. Die in Bildern beschriebenen Wahrnehmungen und Symptome werden klassisch repertorisiert – bzw. von Homöopathen, die die homöopathischen Mittel gut kennen, wird bei der Anamnese solange gefragt, bis das Mittel erkannt wird.

## Schriften (deutsch)
- 1996: Die Substanz der Homöopathie (The Substance of Homoeopathy), ISBN 81-900810-5-5
- 2000: Die Seele der Heilmittel, übersetzt von Lucas Dengel, ISBN 81-901103-0-6
- 2003: Das System der Homöopathie (The System of Homeopathy), ISBN 81-901103-2-2
- 2003: Das Geistige Prinzip der Homöopathie (The Spirit of Homoeopathy), ISBN 81-900810-4-7
- 2003: Einblicke ins Pflanzenreich (An Insight into Plants), ISBN 81-901103-4-9
- 2005: Die Empfindung in der Homöopathie, übersetzt von Sigrid Lindemann, ISBN 81-901103-8-1
- 2006: Sankaran's Tabellen (Sankaran's Schema)
- 2008: Einblicke ins Pflanzenreich - Band 3, ISBN 978-81-903378-3-0
- 2008: Die Empfindung - Verfeinerung der Methode (Sensation Refined), ISBN 978-81-906316-5-5
- 2009: Struktur - Erfahrungen mit dem Mineralreich (Structure (Experiences with the Mineral Kingdom)), ISBN 978-81-906316-6-2
- 2012: Homöopathie für eine neue Welt (The Other Song) ISBN 978-3-941706-93-4